# Jardin Claude-Debussy
Ne pas confondre avec la rue Claude-Debussy et le square Claude-Debussy, deux voies du 17e arrondissement de Paris.
Le jardin Claude-Debussy est un jardin public du 16e arrondissement de Paris, dans le quartier de la Porte-Dauphine.

## Situation et accès
Le jardin Claude-Debussy occupe le terre-plein central de l’avenue Chantemesse. Il est délimité par les deux chaussées parallèles de l'avenue Chantemesse, par le boulevard Lannes et par l’avenue du Maréchal-Fayolle. Il a pour adresse le 49, avenue du Maréchal-Fayolle,.
Il est desservi par la ligne 2 à la station Porte Dauphine et par la ligne C du RER à la gare de l'avenue Foch.

## Origine du nom

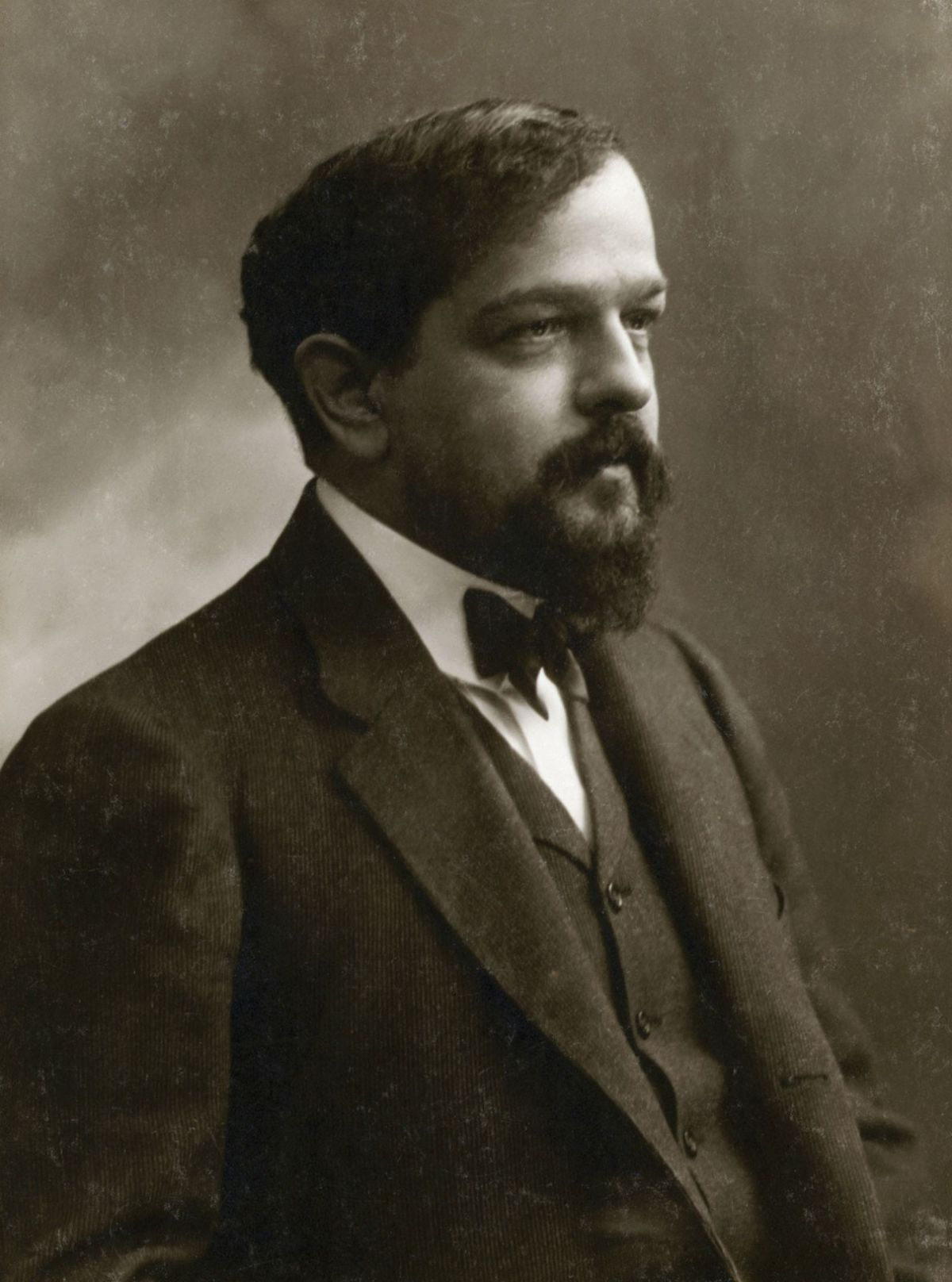
Le compositeur Claude Debussy par Nadar vers 1908.

Le jardin rend hommage au compositeur français, Claude Debussy (1862-1918).

## Description
Il abrite « un cèdre pleureur, des marronniers, des cerisiers à fleurs [et] quelques rosiers ».
Ouvert 24h/24, il compte une aire de mini-football pour les enfants de 4 à 10 ans, une aire de jeux, un bac à sable et un point d'eau potable.
Le jardin est accessible aux personnes à mobilité réduite sur certaines zones.
Les chiens y sont interdits.

## Bâtiments remarquables et lieux de mémoire
Le square est orné d'une fontaine, dite fontaine Claude-Debussy. Elle est réalisée en 1932 par les frères Jan et Joël Martel (1896-1966), en hommage au compositeur Claude Debussy. Il s'agit d'un miroir d'eau, surplombé d'une haute stèle ornée de bas-reliefs évoquant l'œuvre de l'artiste. De part et d'autre de la stèle sont installées deux statues de Muses. Figure aussi l'inscription : « À Claude Debussy. Musicien français ». À l'arrière se trouve un autre bas-relief, Claude Debussy au piano, entouré de ses amis et de ses interprètes.
Le square longe le bois de Boulogne.

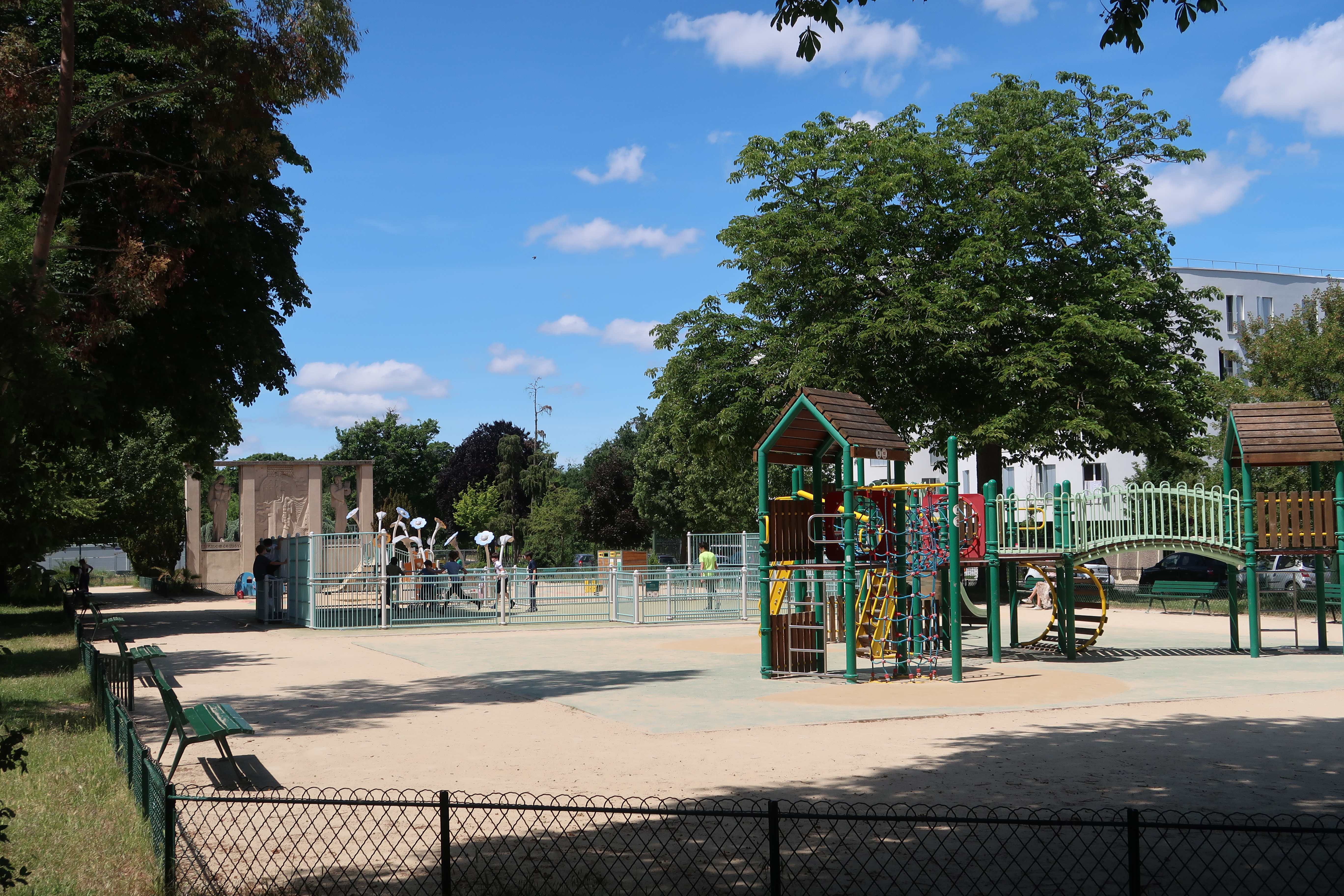
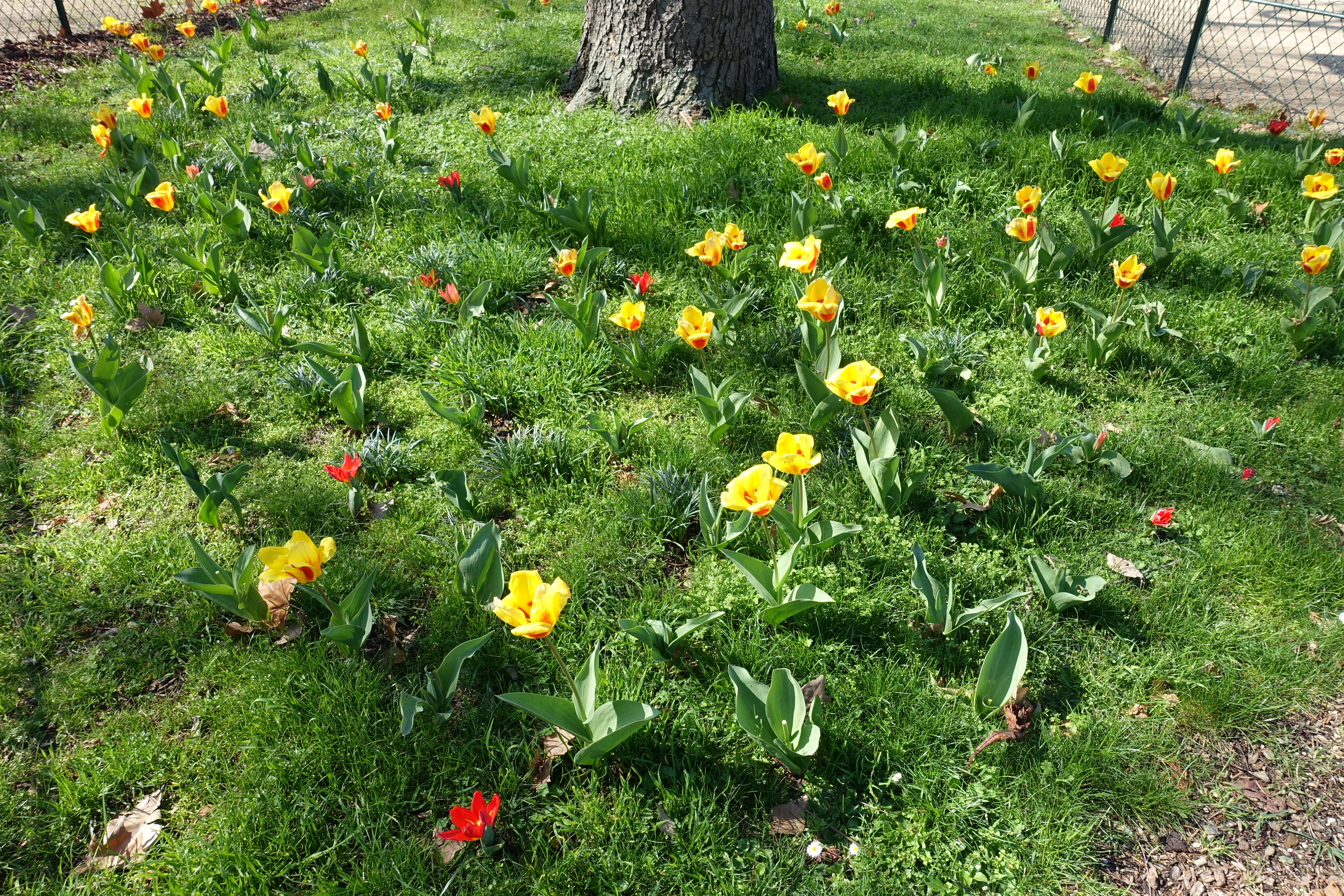